# Неферхотеп III
Неферхотеп III (Сехемре Санхтари Неферхотеп Ихернофрет) — фараон XVI династии или XIII династии. Являлся преемником Монтуэмсафа и предшественником Монтухотепа VI.
По мнению египтологов Кима Рихолта и Даррелла Бейкера Неферхотеп принадлежал к XVI династии, от чего идёт версия, что Неферхотеп — гиксос, он был преемником Себекхотепа VIII, но если Неферхотеп был фараоном XIII династии — то он был преемником Монтуэмсафа.

## Биография
Неферхотеп, вопреки версии, был сыном Монтуэмсафа и его же преемником. На Фиванской стеле есть надпись:
«Сехемре Санхтави Неферхотеп Ихернофрет». Это указано на имена фараона.
К какой династии принадлежал Неферхотеп доподлинно неизвестно. XVI династия, к которой мог принадлежать этот фараон, была Фиванской и стела тоже, что подсказывает,как бы, на принадлежность Неферхотепа к XVII династии.
И на той же стеле написано — «Фивы — моё государство!». Но Неферхотеп мог относиться и к XIII династии.
Исходя из этого можно предположить, что Неферхотеп — предшественник Ментухотепа V, если он член XIII династии, или Ментухотепа VI, если Неферхотеп принадлежит к «Фиванской династии».
Царствовал во время Второго переходного периода.